# Chan-šu
Chan-šu (čínsky pchin-jinem Hànshū, znaky zjednodušené 汉书, tradiční 漢書), Dějiny dynastie Chan, jsou oficiální dějiny čínské říše (Západní) Chan. Patří do širšího souboru Dvaceti čtyř historií. Dílo popisuje dějiny Číny v letech 206 př. n. l. – 25. n. l.
Dějiny dynastie Západní (či Rané) Chan sestávají ze 100 kapitol, a sice z 12 kapitol análů chanských císařů, 8 kapitol Tabulek, 10 kapitol Pojednání a 70 kapitol biografií a příběhů.
Chan-šu začal sepisovat po roce 36 n. l. chanský učenec Pan Piao jako pokračování Zápisků historika, všeobecných dějin Číny, které končily vládou chanského císaře Wu-tiho (panoval v letech 141–87 př. n. l.). Po smrti Pan Piaoa roku 54 pokračoval v díle jeho syn Pan Ku. Pan Ku otcovo pokračování Zápisků rozšířil a rozvinul v dějiny Číny od roku 206 př. n. l. do 25 n. l., tj. historii dynastií Raná Chan a Sin. Za vzor v uspořádání díla i stylu výkladu si vzal Zápisky. Pan Ku zemřel roku 92 ve vězení, dílo dokončila kolem roku 110 jeho sestra Pan Čao, když sestavila osm kapitol Tabulek a s pomocí matematika Ma Süa napsala kapitolu o astronomii.